# 14234 Девідгувер
14234 Девідгувер (14234 Davidhoover) — астероїд головного поясу, відкритий 12 грудня 1999 року.
Тіссеранів параметр щодо Юпітера — 3,584.